# 아비마엘 구스만
아비마엘 구스만(스페인어: Abimael Guzmán, 1934년 12월 3일 ~ 2021년 9월 11일) 페루의 철학 교수이자 마르크스-레닌-마오주의 이론가로, 1969년부터 1993년까지 빛나는 길을 이끌었다. 추동자들에게는 흔히 곤살로 주석(스페인어: Presidente Gonzalo)으로 불려지며, 1992년 페루의 알베르토 후지모리 정권에게 체포될 때까지 무장투쟁을 주도했다.
1982년에 마르크스-레닌주의와 마오쩌둥 사상을 합성한 마르크스-레닌-마오주의를 선포하고 스스로를 마르크스주의의 4번째 후계자로 지목하며 윈주민의 무장투쟁 참여를 주장했다.

## 영향
그가 말년에 주장한 곤살로 사상(스페인어: Pensamiento Gonzalo)은 공산당에게 분열을 촉발하기도 하였다. 1980년대 말엽에는 칠레 공산당 적색분파와 브라질 공산당 적색분파가 결성되었다.
구스만이 체포된 이후 빛나는 길을 국제적으로 지원하려는 신페루우호협회와 국내에서 구스만의 석방을 위해 여러 단체들이 조직되기되 하였다.